# Atractus badius
Atractus badius är en ormart som beskrevs av Boie 1827. Atractus badius ingår i släktet Atractus och familjen snokar. Inga underarter finns listade.
Arten förekommer i norra Brasilien, Peru, Colombia och i regionen Guyana. Honor lägger ägg.